# 15 Pułk Dragonów (austro-węgierski)
15 Pułk Dragonów – pułk cesarsko-królewskiej kawalerii Armii Austro-Węgier.
Pełna nazwa niemiecka: Dragonerregiment Erzherzog Joseph Nr 15.
Data utworzenia: 1891 rok.
Szef honorowy (niem. Regimentsinhaber): Erzherzog Joseph.
Żołnierze nosili wyłogi białe, guziki złote.

## Skład etatowy
Dowództwo
Służby pomocnicze:
- pluton pionierów
- patrol telegraficzny
- służba zapasowa

2 × dywizjon
- 3 × szwadron po 117 dragonów

Pełny etat: 37 oficerów i 874 podoficerów i żołnierzy.

## Dyslokacja w 1914 roku
Garnizon Żółkiew.

## Przydział w 1914 roku
XI Korpus, 21 Brygada Kawalerii.